# Bảo tàng Kornel Makuszyński ở Zakopane
Bảo tàng Kornel Makuszyński ở Zakopane (tiếng Ba Lan: Muzeum Kornela Makuszyńskiego w Zakopanem) là một bảo tàng tiểu sử và văn học về cuộc đời và tác phẩm của nhà văn Kornel Makuszyński, tọa lạc tại số 15 phố Kazimierz Przerwa-Tetmajer, Zakopane, Ba Lan. Bảo tàng này là chi nhánh của Bảo tàng Tatra ở Zakopane.

## Lịch sử
Bảo tàng Kornel Makuszyński ở Zakopane được thành lập vào năm 1966. Bộ sưu tập cơ sở của bảo tàng này là bộ sưu tập vợ góa của nhà văn là Janina Gluzińska-Makuszyńska tặng cho công chúng. Bảo tàng bố trí triển lãm bên trong biệt thự "Opolanka". Biệt thự này là nơi gia đình Makuszyński thường trải qua các kỳ nghỉ kể từ năm 1934, và là nơi họ định cư lâu dài sau Chiến tranh thế giới thứ hai. Vào năm 1955, một tượng đài Kornel Makuszyński được khánh thành trước bảo tàng.

## Hoạt động
Các bộ sưu tập của bảo tàng được trưng bày trong bốn căn phòng, bao gồm các kỷ vật của nhà văn, bộ sưu tập sách, đồ nội thất cũ, tranh, tác phẩm điêu khắc, và một số thứ khác. Ngoài các hoạt động triển lãm, bảo tàng còn tổ chức nhiều buổi diễn thuyết, hội nghị và tham gia vào các sự chẳng hạn kiện, như Đêm bảo tàng.